# Verwaltungsgemeinschaft Bergwitzsee
In der Verwaltungsgemeinschaft Bergwitzsee waren die Gemeinden Bergwitz, Radis, Rotta, Schleesen, Selbitz und Uthausen im sachsen-anhaltischen Landkreis Wittenberg zusammengeschlossen. Benannt wurde die Verwaltungsgemeinschaft, die am 1. Januar 2005 mit der Verwaltungsgemeinschaft Kemberg zur neuen, (gleichnamigen) Verwaltungsgemeinschaft Kemberg zusammengeschlossen wurde, nach dem Bergwitzsee.